# 윌리엄 모즐리
윌리엄 모즐리(William Moseley, 1987년 4월 27일 ~ )는 잉글랜드의 배우이다.

## 출연 작품
- 인어공주: 매직어드벤처 (2018)
- 트레저 헌터 플린 (2018)
- 더 베일 (2017)
- 캐리 필비 (2016)
- 언프렌드 (2016)
- 더 로열스 시즌1 (2015)
- 내 생애 첫 번째 마가리타 (2014)
- 사일런트 워 (2014)
- 런 (2013)
- 나니아 연대기: 새벽 출정호의 항해 (2010)
- 나니아 연대기 - 캐스피언 왕자 (2008)
- 나니아 연대기 - 사자, 마녀 그리고 옷장 (2005)
- 대통령의 연인들 (1995)